# Carry On/運命のヒト
「Carry On/運命のヒト」（キャリー オン/うんめいのヒト）は、EXILEの14枚目のシングル。2004年5月12日にrhythm zoneから発売。

## 概要
前作「O'ver」から6カ月ぶりのシングル。両A面シングルは本作が初である。
ジャケット写真は開くとメンバー全員が揃う見開き仕様となっている。
表題曲2曲目の「運命のヒト」は、メンバーのTAKAHIROがグループへの加入を決めた2006年開催のEXILE新ボーカルオーディション「VOCAL BATTLE AUDITION」にて、同曲を選曲し歌唱していた。TAKAHIROは、同曲を1番大切な曲として挙げている。

## 収録曲
1. Carry On [4:50]
作詞：SHUN / 作曲：原一博 / 編曲：h-wonder
  - 大塚製薬「アミノバリュー」CMソング
2. 運命のヒト [4:49]
作詞：ATSUSHI / 作曲：山口寛雄 / 編曲：h-wonder
  - テレビ朝日系『奇跡の扉 TVのチカラ』エンディングテーマ
  - DYNACITY「Scala Mansion Series」TV-CFソング
3. Together（HOTMAN version）[2:36]
作詞：EXILE & Kenn Kato / 作曲：原一博 / 編曲：岩戸崇
  - 8thシングル「Breezin' 〜Together〜」表題曲のドラマバージョン
4. Carry On（instrumental）[4:50]
5. 運命のヒト（instrumental）[4:49]

## 収録アルバム
Carry On
- HEART of GOLD 〜STREET FUTURE OPERA BEAT POPS〜
- PERFECT BEST - SINGLE BEST
- EXILE CATCHY BEST
- EXTREME BEST

運命のヒト
- HEART of GOLD 〜STREET FUTURE OPERA BEAT POPS〜 (Piano Version)
- PERFECT BEST - SINGLE BEST
- EXILE EVOLUTION (Orchestra Version)
- EXILE BALLAD BEST (Orchestra Version)
- EXILE BEST HITS -LOVE SIDE / SOUL SIDE- (Orchestra Version)
- EXTREME BEST (Orchestra Version)

## カバー

### EXILE TAKAHIROによるカバー
「運命のヒト」（うんめいのひと）は、EXILE TAKAHIROの配信限定シングル。2020年9月28日に配信された。

#### 概要
本作はEXILEの曲をセルフカバーする企画「EXILE RESPECT」の配信シングル第1弾。EXILEのデビュー19周年記念日翌日の9月28日より配信、アコースティックアレンジでカバー。
ミュージックビデオは大喜多正毅が監督を務めた。ミュージックビデオでは、歌詞の主人公の心象風景を2つのシーンで映像化。

#### 収録曲
1. 運命のヒト [5:09]
作詞：ATSUSHI / 作曲：山口寛雄